# 齊秦
齊秦（1960年1月12日—），臺灣男歌手、作曲人、填詞人、音樂製作人、演員，台湾四大天王之一，其作品享誉华语歌坛。迄今齊秦發表過128首自己的詞曲創作作品，以音色高亮著稱。他的代表作有〈大约在冬季〉、〈狼〉、〈外面的世界〉、〈原來的我〉、〈無情的雨無情的你〉、〈不讓我的眼淚陪我過夜〉、〈夜夜夜夜〉、〈花祭〉、〈懸崖〉、〈往事隨風〉、〈愛情宣言〉和〈殘酷的溫柔〉等等。齊秦曾四次入圍金曲獎最佳男演唱人獎，并於1997年第8屆金曲獎榮獲該獎項。2014年，擔任《中國好聲音（第三季）》導師。

## 早年
齊秦出生於臺中市，父親為中華民國國大代表齊濟，在他5岁时跟妻子离异。齊秦為家中的么子，姐姐為知名歌手齊豫，他们按抚养权判决跟母亲生活，另有一兄名作齊魯，抚养权归齐济一方。曾就讀于懷恩中學、臺中二中、世界新專。16歲時酒後鬧事，被送進感化院，度过三年有余。期間齊豫時常去探望齊秦，并於齊秦出獄后以齊豫參加《金韻獎》贏得的獎金新台幣8,000元為他買了第一把吉他，齊秦也因此走向自己的音樂之路。

## 職業生涯
1981年在餐廳裡駐唱時，被經紀人夏春湧發掘加入綜一唱片，同年發表了第一張唱片《又見溜溜的她》，該唱片中《又見溜溜的她》剛剛發行就位居排行榜首位。之後不久齊秦應征入伍。從中華民國海軍退伍後，齊秦持續在餐廳駐唱，與方美芳相識并開始交往。分手後齊秦得知方美芳為其育有一子方偉，之後還因此牽扯出官司。和解后方偉改名為齊家。
1985年齊秦以長髮，皮衣皮褲，外加一副大墨鏡的造型，發行第二張唱片，也是第一張創作專輯《狼的專輯》，其中《狼》、《原來的我》成為齊秦代表作，《太陽雨》、《不必勉強》等也廣為傳唱。同年参与《明天会更好》的演唱。
1986年發行《出沒》。
1987年發行《冬雨》，开始全面包揽专辑中歌曲创作，其中《大約在冬季》、《外面的世界》、《冬雨》都成為齊秦流傳最廣的作品，开始风靡全华语地区，其中大约在冬季当选1988年度香港十大中文金曲，被张国荣，梅艳芳，王杰，谭咏麟，钟镇涛，周华健，潘美辰，李健，陈楚生，胡夏等知名歌手翻唱或改编。同年拍攝電影處女作《芳草碧連天》，与台灣著名女演員王祖賢相識相戀。由齊秦、黃大軍作詞，齊秦本人作曲的該電影片尾曲《花祭》也收錄在同年發行的唱片《狼II》之中。同年與張艾嘉合作，出演台灣首創音樂歌舞劇“棋王”，并連同黃桂志、鄭麗絲、林文俊、曾道雄合作出版同名原聲帶。
1988年與鼓手徐德昌、吉他手江建民、鍵盤手凃惠源、貝斯手劉天健組成了虹樂團，並成立虹音樂工作室。同年與其姐齊豫攜手舉辦“天使與狼”演唱會，原計劃於台北中華體育館舉辦三場演出，每場平均約一萬人；結果演出前一天中華體育館失火，只能臨時於戶外把三場演出集中在一場，創下了單場演唱會最高觀眾數的紀錄，并首開國內藝人舉辦戶外大型演唱會的風氣。
1989年發行《紀念日》。同年代替其姐齊豫代表台灣赴英國倫敦Albert館，參加“亞洲流行音樂會”，并現場演唱《虹》。
1990年發行《愛情宣言》，并出任EMI國際唱片公司台灣分公司國內部總經理。
1991年發行《柔情主義》，並與同年首次受邀赴中國舉辦《齊秦CHINA TOUR中國巡迴演唱會》，成為首位在中國開辦演唱會的台灣歌手。
1992年發行狂飆系列演唱會現場錄音帶《狂飆 China Tour Live》，“91狂飆”也被譽為“比錄音棚還完美的現場”。
1993年加盟東方唱片，暫時退居幕後。同年與王祖賢分手，之後為尋求創作靈感，遠赴新疆尋找音樂新元素。
1994年發行《邊界》，并出版第一本自傳類書籍《邊界手記》，為新疆之行的隨筆。同年出版首張台語專輯《暗淡的月》，翻唱1940年代至70年代的台灣歌謠，該專輯於1996年入圍第7屆金曲獎最佳演唱專輯獎。
1995年發行《痛並快樂著》，首度中美連線跨國音樂合作。其中單曲《往事隨風》獲選Channel V中文TOP20榜中榜最佳年度歌曲；單曲《痛並快樂著》入圍1996年第7屆金曲獎最佳單曲歌唱錄影帶影片獎。同年參演電影《命運的深淵》，并發行電影原聲帶《去年冬天》。同年於新加坡舉行“相約在冬季”演唱會。並與其兄齊魯及好友開設麻辣火鍋餐廳“齊辣”。
1996年發行《纯情歌》（台語）、《丝路》（國語）兩張唱片。公開與王祖賢復合，并將蓄留多年的長髮剪短三十公分。《純情歌》《絲路》兩場唱片於1997年入圍第8屆金曲獎多個獎項：前者《純情歌》入圍最佳流行音樂演唱唱片獎、最佳唱片製作人獎（徐德昌）及最佳方言男演唱人獎（齊秦）；後者《絲路》入圍最佳流行音樂演唱唱片獎、 最佳作曲人獎（熊天平/火柴天堂）、最佳作詞人獎（熊天平、趙俊傑/火柴天堂）、最佳國語男演唱人獎（齊秦），并最終奪得第8屆金曲獎最佳國語男演唱人獎。
1997年率領虹樂團製作發行首張英文翻唱專輯《Longer》，作為虹樂團成軍十週年紀念，其中《Windflowers》為其姐齊豫之首度跨公司合作，並在同年與虹樂團重回首度登台之台北遠東外貿做紀念演出。同年10月再發行了《狼'97黃金自選輯》，該專輯於1998年入圍第9屆金曲獎最佳國語男演唱人獎（齊秦）。
1998年發行《我拿什麼愛你》，與王祖賢《與世隔絕》同年同月同日發片，并聯袂舉辦記者招待會。該專輯入圍第10屆金曲獎最佳國語男演唱人獎（齊秦）。同年再赴中國舉行“98齊秦CHINA TOUR中國巡迴演唱會”。與齊豫、王祖賢同赴西藏在西藏拉薩體育館舉辦“齊秦西藏行演唱會”（即“雪域光芒”），王祖賢亦首次擔任齊秦的特別來賓，并演唱《擁抱》（即《你是霧我是酒館》）。
1999發行翻唱專輯《齊秦的世紀情歌之迷》。齊秦在該唱片中重新演繹的鄧麗君經典作品《月亮代表我的心》迄今仍被認為是20世紀最為成功的翻唱作品之一。
2000年與季忠平在台灣合組數字蓮花音樂製作公司。同年4月赴中國舉辦“2000齊秦CHINA TOUR中國巡迴演唱會”。6月於天津體育館舉辦“2000年齊秦天津演唱會”。10月於北京成立“虹之美夢成真”工作室 。11月於上海體育場參加“激情2000”港台群星演唱會。
2001年獲得首屆《音樂風雲榜》跨越世紀傑出音樂獎。5月於北京工人體育場參加“新北京新奧運”大型演唱會。7月參加央視為慶祝北京申奧成功而推出的大型綜藝晚會“奧林匹克情”。9月與齊豫、王祖賢參加央視與台灣東森電視合作的中秋特別節目“同一首歌走進台灣”。
2002年與王祖賢分手。同年發行《呼喚》，其中王祖賢在分手後仍出演該專輯中《少了自己》的MV，並稱這首歌是她和齊秦最適當的詮釋， 並不在意別人是否說這是為齊秦做宣傳。
2003年錄製央視節目《藝術人生》之原來的我。同年舉辦“2003春分首體演唱會”，是該年唯一一場倖免於“非典”的個人演唱會。同年年底於上海舉行“過年演唱會”。
2004年與參加央視春晚，與莫文蔚一起演唱《外面的世界》。
2005年於全國各地舉辦“秦歌齊唱黃金20年”個人演唱會。
2007年發行單曲《河流如血》。11月18日、12月22日分別於常州、成都舉辦個人演唱會。
2008年發行《揚帆遠航》《愛的直航》和《像瘋了一樣》等單曲。同年與姐姐齊豫為紀念“天使與狼”二十週年聯手舉辦“2008天使與狼”演唱會，分別于台北、台中、台南、高雄及北京演出。同年与齊豫共同錄製《藝術人生》之齊秦齊豫成長的選擇，并於中國推出限量版自傳《我心狂野》。12月31日於杭州杭州舉辦跨年演唱會。
2009年發行數字專輯《柒年--柒個音樂故事》。5月於昆明舉行“我心狂野”演唱會。12月25日聖誕節於南京五台山體育館舉辦“我心狂野”個人演唱會。
2010年，1月於北京工人體育館舉辦個人演唱會 。為紀念中國愛樂樂團成立十週年，與之合作，并於7月17日發行翻唱專輯《美麗境界》，該唱片於次年入圍第22屆金曲獎最佳專輯製作人獎（齊秦、史大維）和最佳國語男歌手獎（齊秦）。8月27日與姐姐齊豫、老友陳昇錄製湖南衛視《天天向上》。7月27日，齊秦於北京梅蘭芳劇院舉辦“美麗境界”首唱會，眾多歌壇好友前來支持。同年12月參加慈善中華行巨星演唱會。
2010年3月18日，齊秦與成都人孫麗雅在美國登記結婚，兩人相差24歲。迄今孫麗雅為齊秦誕下一女齊心，一子齊恩。
2011年，榮獲第18屆中國歌曲排行榜華語歌壇傑出成就獎。同年4月舉辦“狂飆二十年齊秦2011北京個人演唱會”。6月舉辦“齊秦--原因重現北京2011演唱會”。同年9月，齊秦於北京家中進行拔罐保健時，不慎造成深二度燒傷。齊秦已於同年參加“上海跨年晚會”正式傷愈復出。
2013年2月參加湖南衛視《我是歌手》節目錄製，第五期以前往美國與母親過年為由暫時退賽，第七期因患流感於美國被拒登機而正式退賽。而後於第十期節目中，在場歌手共同決定為其舉行致敬專場，分別演繹齊秦的經典歌曲。同年10月與姐姐齊豫攜手參加央視大型音樂公益節目中國夢·夢之藍“為了孩子”《夢想星搭檔》第一季節目錄製，奪得第二場單元賽冠軍，開啟關愛兒童“成長”的公益項目。最終姐弟組合獲得《夢想星搭檔》第一季亞軍。
2014年7月替補好朋友羅大佑，與那英、汪峰、楊坤一起成為中國好聲音第三季導師，比賽期間數位學員選擇齊秦的歌曲向其致敬。其戰隊冠軍秦宇子日前也已簽約齊秦公司。同年10月開啟《2014 CHIN WORLD TOUR飞行鱼世界巡演》，分別在長春、深圳、諸暨、青島、廣州開唱，期間齊秦公司小師妹許藝娜、楊丹、莫龍丹，好聲音戰隊學員秦宇子、南瑪子呷、申鈺林 都作為演唱會嘉賓登台。12月攜手被譽為「最美和聲」的彝族音樂人組合太陽部落組合參加“叫醒耳朵一起唱”《夢想星搭檔》第二季節目錄製，以〈你的樣子〉和〈張三的歌〉分別奪得第一場和第三場比賽冠軍。
2016年5月1日，參加浙江衛視大型音樂推理節目《誰是大歌神》，為第九期大歌神。同年，演唱《大唐玄奘》電影主題曲《大乘天》。

## 音樂作品

### 音樂專輯
| 發行日期      | 專輯名稱               | 曲 目 |
| ------------- | ---------------------- | --- |
| 1981年        | 《又見溜溜的她》       | 曲 目 1. 這首歌 2. 遠方的故鄉 3. 歌不唱心不爽 4. 尋找一個你 5. 長髮溜溜的姑娘 6. 我彈我唱 7. 乘著彩雲來 8. 來跟著我 9. 河 10. 又見溜溜的她                                                   |
| 1985年        | 《狼的專輯》           | 曲 目 1. 狼 2. 原來的我 3. 太陽雨 4. 曾幾何時 5. 被遺忘的 6. 埡口 7. 不必勉強 8. 異鄉遊子 9. 歲月的休止符 10. 狂想                                                                           |
| 1986年        | 《出沒》               | 曲 目 1. 九個太陽 2. 蜉蝣 3. 寄旅 4. 朋友 5. 冷月 6. 出沒 7. 讓我孤獨的時候還能夠想著你 8. 門與窗 9. 火車快開 10. 今天明天                                                                   |
| 1987年2月18日 | 《冬雨》               | 曲 目 1. 冬雨 2. 獨行 3. 外面的世界 4. 黑暗的沉思 5. 戀的冥想 6. 空白 7. 感 8. 大約在冬季 9. 也許...就足夠 10. 請你別對我說再見                                                              |
| 1987年        | 《狼 II》              | 曲 目 1. 狼 II (巡行) 2. 花祭 3. 狂流 4. 離家的路 5. 心中的鳳凰城 6. 狼 II (蟄伏) 7. 昨天的太陽 8. 自己的沙場 9. 尋 10. 價值                                                                 |
| 1989年9月8日  | 《紀念日》             | 曲 目 1. 紀念日 2. 妳是天上最遠的那顆星星 3. 遙遠的天空底下 4. 荒 5. 虹 6. 給未來的孩子 7. 思念是一種病 8. 飛行魚 9. 自己的心情自己感受 10. 戰鼓                                             |
| 1990年1月24日 | 《愛情宣言》           | 曲 目 1. 愛情宣言 2. 別在窗前等我 3. 異鄉遊子 4. 原來的我 5. 珍重我愛 6. 撕裂的愛 7. 窗外 8. 不必勉強 9. 別對我寄望太多 10. 如果真的不要 11. 沒有淚水的分離 12. 愛情宣言(音樂篇)             |
| 1991年2月12日 | 《柔情主義》           | 曲 目 1. 柔情主義—羅曼史 2. 殘酷的溫柔 3. 一面湖水 4. 九個太陽 5. 飛揚的夢 6. 終於放手 7. 大約在冬季 8. 玻璃心 9. 牽著 10. 外面的世界                                                        |
| 1994年        | 《無情的雨無情的你》   | 曲 目 1. 邊界 2. 無情的雨無情的你 3. 直到世界末日 4. 水岸 5. 南方天空 6. 追逐 7. 紫雨 8. 四季 9. 野馬 10. 邊界城市                                                                           |
| 1994年        | 《暗淡的月》           | 曲 目 1. 港都夜雨 2. 為什麼 3. 暗淡的月 4. 溫泉鄉的吉他 5. 望春風 6. 秋風夜雨 7. 舊情綿綿 8. 思慕的人 9. 望你早歸 10. 補破網 11. 鑼聲若響                                                    |
| 1995年        | 《痛並快樂著》         | 曲 目 1. 痛並快樂著 I 2. 往事隨風 3. 暴雨將至 4. 袖手旁觀 5. 放任分離 6. 不如這樣吧 7. 背影 8. 盡頭 9. 貝多芬聽不見自己的歌 10. 痛並快樂著 II                                                |
| 1996年        | 《純情歌》             | 曲 目 1. 序曲 2. 淡水河邊 3. 放浪人生 4. 雨夜花 5. 一粒流星 6. 再會夜都市 7. 懷念的播音員 8. 青蚵仔嫂 9. 恨世生 10. 可憐戀花再會吧 11. 黃昏的故鄉 12. 純情歌                                 |
| 1996年        | 《絲路》               | 曲 目 1. 沉默 2. 不讓我的眼淚陪我過夜 3. 夜夜夜夜 4. 寒雨 5. 回來 6. 擁擠 7. 絲路 8. 塵 9. 火柴天堂 10. 想念 11. 懸崖 12. 不讓我的眼淚陪我過夜(KALA)                                         |
| 1997年        | 《LONGER》             | 曲 目 1. Windflowers 2. Run To Me 3. Fragile 4. Wonderful Tonight 5. Desperado 6. Longer 7. Goodbye Girl 8. The Turn Of A Friendly Card 9. If 10. Hotel California                           |
| 1998年        | 《我拿什麼愛你》       | 曲 目 1. 讓我讓你崩潰 2. 我拿什麼愛你 3. 海和天空 4. 朦朧 5. 結局 6. 末日前一秒 7. 貓眼看人 8. 缺口 9. 和愛無關的故事 10. 多少 11. 流浪者之歌 12. 煙囪                                       |
| 1999年3月11日 | 《齊秦的世紀情歌之迷》 | 曲 目 1. 一無所有 2. 月亮代表我的心 3. 情人的眼淚 4. 戀曲1990 5. 寂寞難耐 6. 如果雲知道 7. 走在雨中 8. 一場遊戲一場夢 9. 我願意 10. 魂縈舊夢 11. 我是一片雲 12. 情網 13. 我找到自己 14. 告別 |
| 2002年7月16日 | 《呼喚》               | 曲 目 1. 真的是我 2. Sophia 3. 呼喚 4. 其實都是一樣 5. 少了自己 6. 野衣裳 7. 協議分手 8. 受保護 9. 1945 10. 七匹狼 11. 在第六對相遇 12. 呼喚(Additional Version)                             |
| 2010年7月17日 | 《美麗境界》           | 曲 目 1. 偶然 2. 城裡的月光 3. 像瘋了一樣 4. 張三的歌 5. 你的樣子 6. 離開我 7. 棋子 8. 不要告別 9. 我多麼羨慕你 10. 長恨苦短 11. 愛的箴言                                                    |
| 2017年        | 《穿樂》               | 曲 目 1. 願 2. 乖 3. 玻璃心 4. 可惜了 5. 我在夜裡偷看過一顆星星 6. 借根煙 7. 鼓聲若響 8. 模糊 9. 迷路 10. 我在未來等你                                                                       |

### 精選專輯
| 發行日期 | 專輯名稱                                     | 曲 目 |
| -------- | -------------------------------------------- | --- |
| 1989年   | 《讓我孤獨的時候還能夠想著你》               | 曲 目 1. 原來的我 2. 空白 3. 太陽雨 4. 狂想 5. 蜉蝣 6. 火車快開 7. 請你別對我說再見 8. 門與窗 9. 曾幾何時 10. 讓我孤獨的時候還能夠想著你 11. 今天明天 12. 被遺忘的...                                                                                                  |
| 1989年   | 《新曲與經典精選》                           | 曲 目 1. 撕裂的愛 2. 大約在冬季 3. 價值 4. 黑暗的沉思 5. 冬雨 6. 狂流 7. 阿拉丁的故事 8. 外面的世界 9. 狼 10. 異鄉遊子 11. 花祭 12. 也許...就足夠 |
| 1990年   | 《齊秦精選》                                 | 曲 目 1. 大約在冬季 2. 冬雨 3. 獨行 4. 外面的世界 5. 埡口 6. 狼II(巡行) 7. 空白 8. 太陽雨 9. 狼 10. 原來的我 11. 花祭 12. 九個太陽 13. 感 14. 讓我孤獨的時候還能夠想著你 15. 不必勉強                                                                                  |
| 1990年   | 《齊秦精選 狼的故事》                        | 曲 目 1. 狼 2. 原來的我 3. 埡口 4. 九個太陽 5. 蜉蝣 6. 心中的鳳凰城 7. 狼II(巡行) 8. 花祭 9. 狂流 10. 讓我孤獨的時候還能夠想著你 11. 太陽雨 12. 不必勉強 |
| 1994年   | 《原來的我原來的齊秦精選》                   | 曲 目 1. 冬雨 2. 外面的世界 3. 請你別對我說再見 4. 黑暗的沉思 5. 蜉蝣 6. 九個太陽 7. 太陽雨 8. 埡口 9. 狼 10. 原來的我 11. 大約在冬季 12. 空白 13. 讓我孤獨的時候還能夠想著你 14. 花祭 15. 不必勉強                                                                    |
| 1994年   | 《黃金十年 1981-1990 China Tour Live精選集》 | 曲 目 1. 序曲 2. 九個太陽 3. 埡口 4. 自己的心情自己感受 5. 外面的世界 6. 冬雨 7. 狼 (I) 8. 荒 9. 原來的我 10. 殘酷的溫柔 11. 不必勉強 12. 大約在冬季 |
| 1997年   | 《'97狼 黃金自選輯》                         | 曲 目 1. 狼('97年新版) 2. 這一次我絕不放手 3. 懸崖 4. 不讓我的眼淚陪我過夜 5. 無情的雨無情的你 6. 大約在冬季 7. 命運的深淵 8. '97愛情宣言 9. Windflowers(齊秦+齊豫) 10. 港都夜雨 11. 往事隨風 12. 不如這樣吧 13. 夜夜夜夜 14. 懷念的播音員                             |
| 2000年   | 《流金十載》                                 | 曲 目 1. 這一次我絕不放手 2. 朦朧 3. 狼(97版) 4. 去年冬天 5. 不讓我的眼淚陪我過夜 6. 海和天空 7. 往事隨風 8. 絲路 9. Windflowers 10. 我拿什麼愛你 11. 愛情宣言 12. 懸崖 13. 袖手旁觀 14. 夜夜夜夜 15. 水岸 16. 回來                                                    |
| 2000年   | 《曠世情歌全紀錄 1985-2000》                 | 曲 目 1. 無情的雨無情的你 2. 往事隨風 3. 袖手旁觀 4. 絲路 5. 夜夜夜夜 6. 懸崖 7. 火柴天堂 8. 這一次我絕不放手 9. 我拿什麼愛你 10. 缺口 11. 月亮代表我的心 12. 愛情宣言 13. 狼 14. 大約在冬季 15. 冬雨 16. 埡口 17. 原來的我 18. 殘酷的溫柔 19. 不必勉強 20. 外面的世界 |
| 2007年   | 《永遠的朋友 聲影相隨永恆系列》              | 曲 目 1. 這一次我絕不放手 2. 朦朧 3. 狼(97版) 4. 去年冬天 5. 不讓我的眼淚陪我過夜 6. 海和天空 7. 往事隨風 8. 絲路 9. Windflowers 10. 我拿什麼愛妳 11. 愛情宣言 12. 懸崖 13. 袖手旁觀 14. 夜夜夜夜 15. 水岸 16. 回來                                                    |

### 現場實況專輯
| 發行日期 | 專輯名稱                      | 曲 目 |
| -------- | ----------------------------- | --- |
| 1992年   | 《狂飆 CHINA TOUR 1991 LIVE》 | 曲 目 1. Introduction 2. 九個太陽 3. 埡口 4. 自己的心情自己感受 5. 外面的世界 6. 遙遠的天空底下 7. 冬雨 8. 花祭 9. 狼(I) 10. 狼(II) 11. 荒 12. 原來的我 13. 殘酷的溫柔 14. 不必勉強 15. 請你別對我說再見 16. 大約在冬季 |

### 電影原聲帶
| 發行日期 | 專輯名稱                          | 曲 目 |
| -------- | --------------------------------- | --- |
| 1995年   | 《去年冬天電影原聲帶/命運的深淵》 | 曲 目 1. 序幕曲 2. 命運的深淵(吉他演奏) 3. 口白 4. 把夢燒光(清唱) 5. 把夢燒光(演奏版) 6. 口白 7. 命運的深淵(演唱版) 8. 口白 9. 去年冬天(吉他清唱) 10. 命運的深淵(完整版) 11. 去年冬天(完整版) 12. 我和你(完整版) 13. 把夢燒光(完整版) 14. 口白 |

## 主持作品

### 電視節目
| 年份                        | 播出頻道 | 節目名稱   |
| --------------------------- | -------- | ---------- |
| 1997年7月1日至1997年7月31日 | MTV      | 《倒視鏡》 |

## 演出作品

### 電影
| 上映年份 | 片名         | 角色         | 合作演員                               |
| -------- | ------------ | ------------ | -------------------------------------- |
| 1986年   | 望海的母親   | 許春吉(阿吉) | 陸小芬、金塗、陳松勇                   |
| 1987年   | 芳草碧連天   | 周永健       | 王祖賢、陳松勇、石英                   |
| 1988年   | 新阿里巴巴   | 阿里巴巴     | 楊林、曾志偉                           |
| 1988年   | 應召女郎1988 | Steven       | 張曼玉、馮寶寶、陳奕詩、吳家麗、余倩雯 |
| 1995年   | 去年冬天     | 酒吧駐唱歌手 | 魏筱惠、喜翔                           |
| 2019年   | 大約在冬季   | 齊秦         | 霍建華、馬思純                         |

## 感情生活
- 方美芳
- 王祖賢[13]（1987年～1993年，1995年～2002年）
- 孫麗雅

## 外部連結
- 齊秦的新浪微博
- 齊秦的新浪博客
- 齊秦在香港影庫上的簡介
- 齊秦在豆瓣上的资料（简体中文）
- 齊秦在时光网上的簡介（简体中文）
- 齊秦在互联网电影资料库（IMDb）上的資料（英文）